# الدوري الأوروبي لكرة السلة للسيدات
الدوري الأوروبي لكرة السلة للسيدات (بالإنجليزية: FIBA EuroLeague Women)‏ هو دوري كرة سلة احترافي للسيدات تأسس في 1958. يلعب فيه 16 فريقا. يتم تنظيمه من قبل الاتحاد الأوروبي لكرة السلة. يعتبر فريق تي تي تي ريغا الأكثر فوزا باللقب وذلك بمجموع 18 بطولة.

## وصلات خارجية
- الموقع الرسمي